# مصاص الدماء: الحفلة التنكرية – سلالات الدم

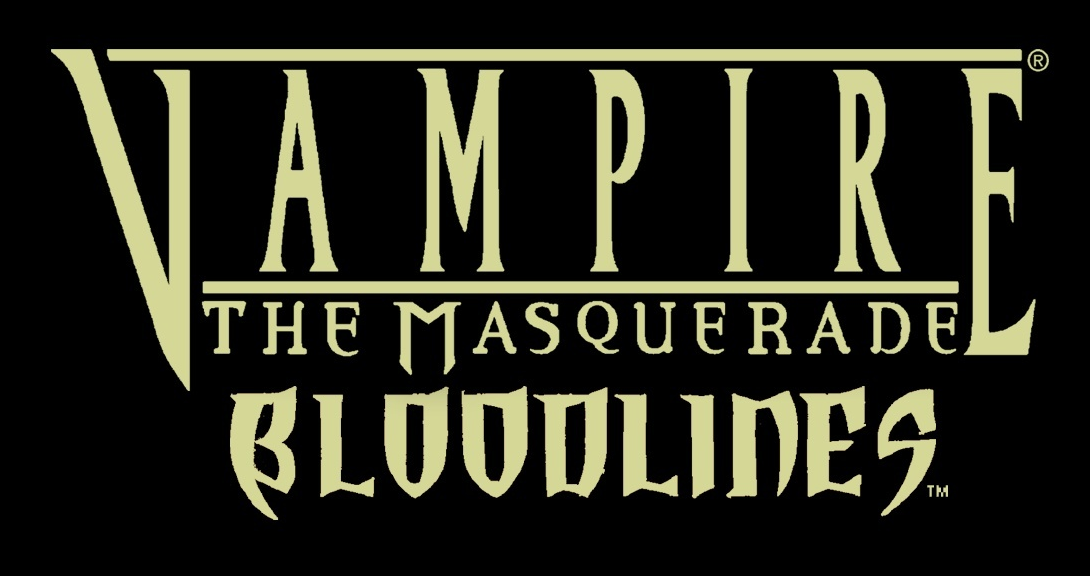

مصاص الدماء: الحفلة التنكرية – سُلالات الدم (بالإنجليزية: Vampire: The Masquerade - Bloodlines)‏ هي لعبة فيديو لعب الأدوار عام 2004 تم تطويرها بواسطة ترويكا غيم ونشرتها أكتيفيجن لنظام التشغيل مايكروسوفت ويندوز.

## مُقدمة
تدور أحداث اللعبة في عالم الظلام وايت وولف للنشر، وتستند اللعبة إلى لعبة لعب الأدوار في الذئب الأبيض مصاص دماء: الحفلة التنكرية، وتتبع إنساناً قُتل وأعيد إحياؤه كمصاص دماء ناشئ. تصور اللعبة رحلة الوليدة عبر لوس أنجلوس في أوائل القرن الحادي والعشرين لكشف الحقيقة وراء الآثار المكتشفة حديثًا والتي تُبشر بنهاية جميع مصاصي الدماء.
يتم تقديم سلالات الدم من منظور الشخص الأول والثالث. يعين اللاعب شخصيته إلى إحدى عشائر مصاصي الدماء العديدة - لكل منها قوى فريدة، وتخصص قدراتها القتالية والحوارية وتتقدم من خلال سلالات الدم باستخدام أساليب عنيفة وغير عنيفة. يؤثر اختيار العشيرة على كيفية إدراك اللاعب في عالم اللعبة والقوى والقدرات التي يمتلكها؛ هذا يفتح طُرقاُ مختلفة للاستكشاف وأساليب التفاعل مع الشخصيات الأخرى أو التلاعب بها. يمكن للاعب إكمال المهام الجانبية بعيدًا عن القصة الأساسية من خلال التنقل بحرية بين المحاور المتاحة: سانتا مونيكا وهوليوود ووسط مدينة لوس أنجلوس والحي الصيني.
بدأ فريق ترويكا المكون من 32 عضواً في تطوير سلالات الدم في نوفمبر 2001، كتتمة غير مباشرة لفيلم مصاص الدماء: الحفلة التنكرية - الفداء للعام السابق. استخدمت ترويكا محرك لعبة فالف سورس(محرك اللعبة)، الذي كان قيد التطوير، والذي كان يستخدم في هاف لايف الخاص بفالف. كان إنتاج اللعبة مضطرباً، حيث تجاوز نطاق التصميم الموارد المتاحة، وتُرك الفريق بدون منتج لمدة عام تقريباً حتى عيّن أكتيفيجن ديفيد موليش في هذا المنصب، حيث وجد التصاميم والمستويات غير مكتملة أو مهجورة. بعد ثلاث سنوات من التطوير مع عدم وجود نهاية تلوح في الأفق وتجاوز الميزانية، حددت أكتفيجن موعداً نهائياً صارماً للانتهاء، وتم إصدار سلالات الدم غير مكتمل في نوفمبر 2004.
تم إصداره في منافسة مع هالف لايف 2 والعديد من العناوين الأخرى، باعت سلالات الدم أقل من 80.000 نسخة خلال إصدارها الأولي، والذي كان يعتبر أداءً ضعيفاً -قسمت النقاد في ذلك الوقت-. على الرغم من أنهم أشادوا بكتابة اللعبة وحجم الاختيار، إلا أنهم إنتقدوا عيوبها الفنية. كان هذا آخر إنتاج لـ ترويكا غيم قبل فشلها في أوائل عام 2005، عندما لم تتمكن من تأمين مشاريع إضافية. تحتوي اللعبة على عبادة تالية باعتبارها مثالًا نادراً ما يتم تكراره على طريقة اللعب والسرد، ويعترف الاستقبال المعاصر بأنها تحفة فنية مُعيبة. منذ إصدارها الأصلي، تلقت سلالات الدم الدعم بعد الإصدار من المعجبين، وتقديم إصلاحات غير رسمية وإعادة إضافة محتوى غير مُستخدم. تتمة مصاص الدماء: الحفلة التنكرية - سلالات الدم 2 ومن المقرر إطلاقه في عام 2021.

## طريقة اللعب
سلالات الدم هي لعبة فيديو لعب الأدوار يتم تقديمها إختيارياً من منظور الشخص الأول أو منظور الشخص الثالث. قبل أن تبدأ اللعبة، ينشئ اللاعبون شخصية ذكر أو أنثى مصاص دماء عن طريق اختيار عشيرة مصاصي الدماء وتكوين النقاط المتاحة في ثلاث مناطق -السمات والقدرات والانضباط (قوى مصاصي الدماء)- أو عن طريق الإجابة على الأسئلة، مما يؤدي إلى إنشاء شخصية للاعب. يمكن للاعب اختيار إحدى عشائر مصاصي الدماء السبعة: بروجا القوي، وتوريدور المنحل، ومالكافين المجنون وفينتور الأرستقراطي ونوسفراتو المشوه بشكل رهيب وتريمر الساحر الدموي، أو العصابة الحيوانية.
يبني اللاعب شخصيته من خلال إنفاق النقاط المكتسبة لزيادة تقييماته في المجالات الثلاثة. تتحد النقاط التي يتم إنفاقها على السمات والقدرات لتحديد نجاح اللاعب أو فعاليته في أداء المهام مثل استخدام الأسلحة النارية والشجار وانتقاء القفل، على سبيل المثال، تحديد مدى دقة أو إلى أي مدى يمكن للاعب إطلاق النار، أو ما إذا كان بإمكانه اختراق جهاز كمبيوتر. يتم تمثيل السمات بالجسم (القوة والبراعة والقدرة على التحمل) والاجتماعية (الكاريزما والتلاعب والمظهر) والعقلية (الإدراك والذكاء). القدرات هي المواهب (مثل الشجار والمراوغة) والمهارات (مثل الأسلحة النارية والمشاجرة) والمعرفة (مثل أجهزة الكمبيوتر والتحقيق). يتم تعيين نقاط للاعب في البداية لإنفاقها في المناطق الثلاث، مع تحديد المبلغ الذي يمكن أن ينفقه بواسطة العشيرة؛ على سبيل المثال، يمكن أن يُنفق بروجا معظم النقاط على السمات البدنية والمهارية. أثناء إنشاء الشخصية، تكلف كل ترقية نقطة واحدة. تزداد تكلفة الترقية مع تقدم اللعبة. يمكن رفع كل قدرة من صفر إلى خمسة، ومن المستحيل تجميع نقاط خبرة كافية لإكمال كل مهارة (مما يسمح للاعب بتخصص أو موازنة شخصيته). تُكتسب نقاط الخبرة من خلال إكمال المهام أو العثور على العناصر أو فتح مسارات سرية، بدلاً من قتل الأعداء، وتُستخدم لزيادة أو تحرير إحصاءات الشخصية وقدراتها. تحتوي اللعبة على قصة رئيسية ومهام جانبية اختيارية يمكن إكمالها في أي وقت؛ يمكن للاعب التنقل بين المناطق المتاحة حسب الرغبة لإعادة زيارة المواقع أو الشخصيات أو التجار.
تؤثر عشيرة اللاعب على مهاراته وقوته. على الرغم من أن مجموعة توريدورس الجذابين يتلقون مكافآت للإغواء والإقناع، ويفتحون خيارات حوار إضافية، إلا أنهم ضعفاء جسدياً؛ يُجبَر نوسفراتو على السفر في الظل أو عبر المجاري لتجنب تنبيه البشر، لكنهم يتلقون مكافآت لذكائهم ومهاراتهم في الكمبيوتر، مما يتيح الوصول إلى مزيد من المعلومات. يمتلك المالكيون خيارات حوار منفصلة تعكس جنونهم المتأصل. توفر ترقية بعض المهارات خيارات حوار إضافية؛ تغري الشخصيات الجذابة والجذابة للوصول إلى طريقها، وتهدد الشخصيات العدوانية، ويقنع الآخرون أهدافهم بالتعاون.
القتال بالأسلحة النارية هو من منظور الشخص الأول، حيث تحدد نقاط الشخصية لمهارة الأسلحة النارية دقة التسديدة والمدة التي تستغرقها لاستهداف الخصم. القتال القتالي هو شخص ثالث، لديه إمكانية الوصول إلى أسلحة مثل المطارق الثقيلة للقتال أو المسدسات والأقواس وقاذفات اللهب للقتال بالأسلحة النارية. إذا تسلل اللاعب إلى الخصم، فيمكنه القيام بقتل فوري؛ تقدم الأسلحة رسوماً متحركة فريدة للقتل الفوري. يمكن للاعب صد الهجمات يدوياً أو تلقائياً، من خلال ترك شخصيته خامدة. يمكنهم استخدام التخفي في المهام عن طريق التسلل إلى حراس سابقين وكاميرات أمنية واختيار الأقفال واختراق أجهزة الكمبيوتر لتحديد مسارات بديلة.
كل عشيرة لها تخصصات محددة، والتي يمكن استخدامها في القتال ولإنشاء طرق للمهام. على الرغم من تداخل بعض الصلاحيات مع العشائر، إلا أنه لا توجد عشيرتين تشتركان في نفس التخصصات الثلاثة. يمكن لمزيد من مصاصي الدماء الجسدي تعزيز أنفسهم ليصبحوا قتلة سريعين وقاتلين أو استدعاء حلفاء الروح لمهاجمة أعدائهم؛ يمكن للآخرين السيطرة ذهنياً على أهدافهم لإجبارهم على التعاون أو جعل أنفسهم غير مرئيين للاختباء من الاكتشاف، ويمكن للآخرين أن يغلي دماء خصمهم من بعيد. بعض التخصصات، مثل آوسبكس (التي تعزز الإدراك وتسليط الضوء على هالات الشخصيات الأخرى من خلال العقبات) و«بلَد بف» (التي تعمل مؤقتاً على ترقية القوة والبراعة والقدرة على التحمل والقفل) شائعة لجميع مصاصي الدماء. يمكن أن تكون عدة قدرات نشطة في نفس الوقت. الدم هو العملة الأساسية في سلالات الدم، وتستخدم لتفعيل الانضباط والقدرات. يتم تجفيفه مع كل استخدام، ويمكن تجديده عن طريق الشرب من الفئران أو زيارة بنوك الدم أو الشرب من البشر عن طريق مهاجمتهم أو إغوائهم؛ يمكن للاعب أن يتغذى على الأعداء أثناء القتال. ويمكن الشرب من الأبرياء لفترة طويلة إلى أن يقتلهم، مما يكلف شخصية نقاط الإنسانية.
يتم معاقبة اللاعبين لاستخدامهم قدرات معينة من مصاصي الدماء أمام الشهود؛ يؤدي الكشف عن وجودهم إلى فقدان نقاط التنكر، على الرغم من إمكانية ربح نقاط تنكرية إضافية من المهام والإجراءات الأخرى. إنتهاك المهزلة خمس مرات يثير حفيظة صائدي مصاصي الدماء ويخسر اللعبة. اللاعب لديه نقاط إنسانية، تمثل إنسانية مصاص الدماء. بعض الإجراءات تكلف نقاط إنسانية؛ درجة إنسانية منخفضة تغير خيارات الحوار المتاحة لتصبح أكثر عدوانية، وتزيد من فرصة الدخول في حالة مسعورة والشروع في فورة قتل، عندما ينخفض دماء مصاص الدماء. يُمكن أيضاُ أن يحدث هذا الهيجان بسبب قدر كبير من الضرر. مثل نقاط التنكر، فإن خسارة كل نقاط الإنسانية تنتهي اللعبة، ويصبح مصاص الدماء وحشاً طائشاً. بعض المناطق المعروفة باسم الجنة تمنع استخدام الأنظمة أو الأسلحة. يمكن للاعبين تجنيد الغول «هيذر» كخادمة قابلة للتخصيص تمنحهم الدم والهدايا والمال.

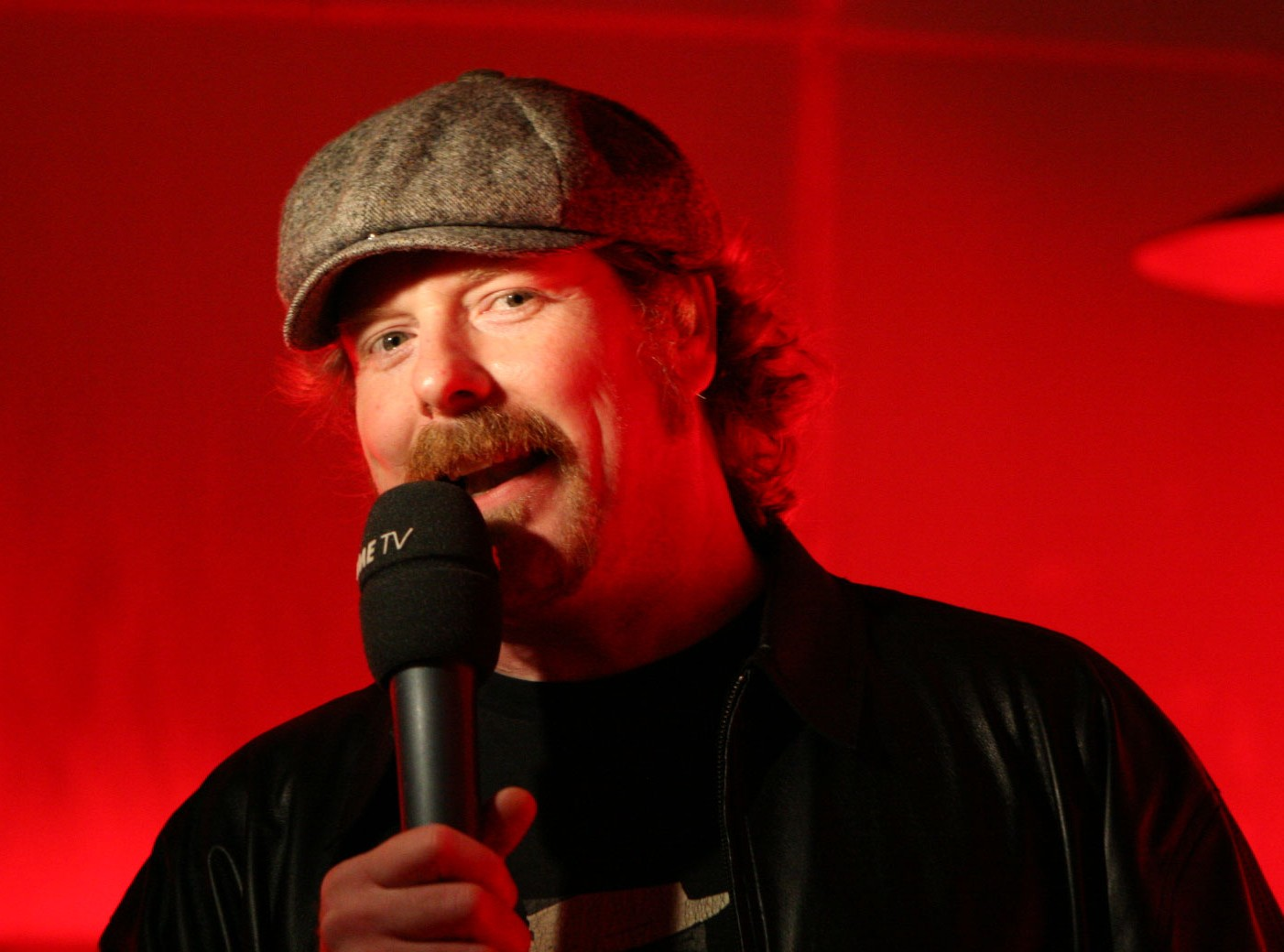
أعرب جون ديماجيو (في الصورة من عام 2008) عن مصاص الدماء الفوضوي المبتسم جاك.

## ملخص

### ضبط
مصاص الدماء: التنكر - سلالات الدم تجري أحداثه في أربع مناطق في القرن الحادي والعشرين في لوس أنجلوس: سانتا مونيكا وهوليوود ووسط مدينة لوس أنجلوس والحي الصيني. تدور أحداث اللعبة في عالم الظلام، وتصور اللعبة عالماً يشكل فيه مصاصو الدماء والمستذئبون والشياطين والمخلوقات الأخرى تاريخ البشرية. مصاصو الدماء ملزمون بقانون للحفاظ على السرية (منع استخدام قدرات مصاصي الدماء أمام البشر) وتجنب القتل غير الضروري (للحفاظ على آخر أشلاء البشرية لمصاصي الدماء). مصاصو الدماء مقسمون إلى سبع عشائر من كاماريلا، حكومة مصاصي الدماء، بسمات وقدرات مميزة. «توريادورس» هم الأقرب إلى الإنسانية، ولديهم شغف بالثقافة؛ «فينتور» هم قادة نبيل وأقوياء؛ «البروجة» مثاليون يتفوقون في القتال. يُلعن «المالكيون» بالجنون أو ينعمون بالبصيرة؛ «العصابة المنعزلة» متزامنة مع طبيعتها الحيوانية؛ كان تيرمرر سرياً وغير جدير بالثقة، كان يمارس سحر الدم؛ وحُكم على نوسفراتو الوحشي بالحياة في الظل لتجنب الإنسانية. تتحد العشائر بشكل فضفاض من خلال إيمانها بأهداف كاماريلا ومعارضة السبت: وهم مصاصو دماء يستمتعون بطبيعتهم ويحتضنون الوحش بداخلهم. «حركة الفوضوية» هي فصيل من مصاصي الدماء المثاليين الذين يعارضون الهيكل السياسي لكاماريلا، معتقدين أن السلطة يجب أن يتقاسمها جميع مصاصي الدماء.
الشخصية الرئيسية في سلالات الدم، التي يتحكم فيها اللاعب، هي مصاص دماء وليد غير مسمى، تم تغييره في بداية اللعبة وينتمي إلى إحدى العشائر. يعمل سيباستيان لاكرويكس (الذي عبر عنه آندي ميلدر)، أمير مصاصي الدماء في لوس أنجلوس. تنقل رحلات الوليدة عبر عالم مصاصي الدماء إلى اتصال مع مخلوقات أخرى غير ميتة مثل وسيط المعلومات المشوهة «بيرترام تونج»، والفوض سمايلنج جاك (جون ديماجيو) والأختان الانفصاليتان جانيت وتريز. يتم التحكم في الحي الصيني من قِبل كوي جين، مصاصو الدماء الآسيويون بقيادة مينغ شياو، الذين لا يحتاجون إلى الدم ويعتبرون أنفسهم متفوقين على مصاصي الدماء الآخرين.

### القطع
تبدأ اللعبة بشخصية اللاعب، وهو إنسان غير مسمى، يتم قتله وإحيائه كمصاص دماء ناشئ. لهذا العمل غير المصرح به، يتم إحضار الوليدة وأولياءها أمام كاماريلا. يتم تنفيذ المولى بأمر من لاكرويكس؛ نجا الصغير من نفس المصير بتدخل الفوضوي «ناينز رودريغيز» الذي وظفه الأمير.
يرسل لاكرويكس الصغير إلى سانتا مونيكا لمساعدة غولته، ميركوريو، على تدمير مستودع سابات. بعد نجاحهم، تُسافر الوليدة إلى وسط مدينة لوس أنجلوس، وتلتقي بشكل منفصل مع ناينس ولاكرويكس وجاك. يُكلف لاكرويكس الوليدة بالتحقيق في سفينة راسية (إليزابيث داين) للحصول على معلومات حول تابوت أنكاران الذي يشاع أنه يحتوي على جثة أنكاران وهو أحد أقدم وأقوى مصاصي الدماء، الذي سيعلن وصول جينا -نهاية العالم لمصاصي الدماء-. يكتشف الصغير أن التابوت الحجري يبدو أنه قد فتح من الداخل.
يتزامن ازدياد نشاط السبت مع اختفاء رئيس ملكافيان أليستير جراوت. في قصر غروت، يرى الصغير أن نينس يغادر ويكتشف بقايا غروت في القصر مع صياد مصاصي الدماء جرونفيلد باش، الذي ينفي التورط في وفاة غروت. بالتعرف على وجود نينس في القصر، يُخبر لاكرويكس الرؤساء الآخرين بالموافقة على إعدام نينس. يتم إرسال الطائر الصغير إلى متحف التاريخ الطبيعي لاستعادة التابوت الحجري، لكنه يكتشف أنه قد سُرق. يقترح جاك لاحقاً للطفلة أن لاكروا يريد أن يشرب من التابوت الحجري الدم القديم في الداخل، ويكتسب قوته.
إعتقاداً منه أن غاري، رئيس نوسفيراتو، قد سرق التابوت الحجري، يتم إرسال الصغيرة إلى هوليوود للعثور عليه؛ بعد تحديد موقع نوسفراتو الذي تم أسره من أجل غاري، كشف أن التابوت الحجري قد سُرق من قبل عشيرة مصاصي الدماء غيوفاني. تسلل الصغير إلى قصر جيوفاني ووجد التابوت الذي يحرسه كوي جين، الذين يزعمون أن زعيمهم، «مينغ شياو» قد شكل تحالفاً مع لاكروا. أُعيد التابوت المقفل إلى برج لاكروا، وأخبر بيكيت وهو عالِم مصاص دماء، الطفل الوحيد الذي يمكنه فتحه قد اختطفه باخ لإغراء لاكروا. يقتل الصغير باخ ويعلم أن مفتاح التابوت قد سُرق. يعود الصغير إلى لاكروا، علماً أن السبت حاول سرقة التابوت لتدميره ومنع جهنم، وقتل زعيم السبت لتفريق أتباعه. التقى مينغ شياو الصغير الذي عرض تشكيل تحالف. تكشف مينغ شياو أنها تمتلك المفتاح، وقتل لاكرويكس لمنع رؤيته القوية من الكشف عن خطط لاكرويكس؛ تنكرت مينغ شياو في هيئة نينس في القصر لإيوائه. إنكاراً لمزاعم مينغ شياو، ألغى لاكرويكس مطاردة الدم على ناينس وعهد إلى الوليدة بتجنيد الفوضويين لمعاقبة كوب جين لقتلهم. يعثر الصغير على ناينس مُختبئاً في حديقة جريفيث، ثم يهاجمه بالذئب ويُصاب نانس بجروح بالغة. يهرب الصغير مع جاك، الذي يكشف أن لاكرويكس قد أصدر أمر إعدام على الوليد لتأطير ناينس بناءً على أوامر من مينغ شياو.
تختلف النهاية، إعتماداً على من (إن وجد) الحلفاء الوليدين. إذا كان الصغير يدعم لاكروا أو مينغ شياو، يرسل كل منهما الصغير لقتل الآخر. يفتح لاكروا التابوت، ليُقتل مع الطائر الصغير بالمتفجرات المخفية؛ يخون مينغ شياو الصغير، ويقيده بالسلاسل إلى التابوت ويغرقه في المحيط. دعم الفوضويين، أو عدم دعم أحد، يجعل الطفل الصغير يقتل مينغ شياو ويشوه لاكروا، الذي يُقتل بعد أن يفتح التابوت. إذا فتح الصغير التابوت، يموت في الانفجار. إذا كان الصغير هو تريمر فإنهم يقتلون مينغ شياو؛ تم استبدال لاكرو بزعيم تريمير ماكسيميليان شتراوس، ويتم تخزين التابوت الحجري. كل نهاية لديها جاك يراقب من بعيد مع المومياء المأخوذة من التابوت وسائق التاكسي المبهم الذي ينقل الصغير بين المواقع الذي يقول «دم كين يتحكم في مصيرنا...وداعا-مصاص دماء».

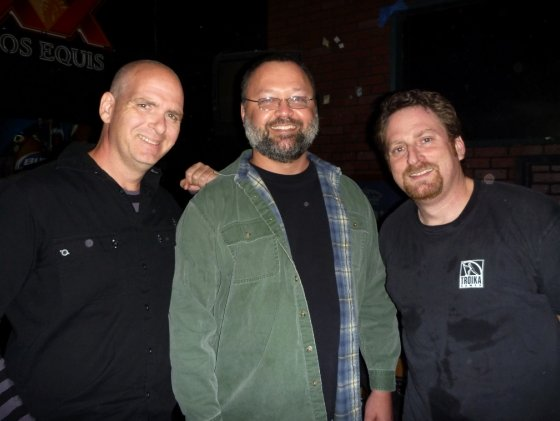
مؤسسوا ترويكا غيمز جيسون أندرسون(يسار) وتيم كاين (وسط) وليونارد بويارسكي

## التطوير

### تصور
بدأ تطوير لعبة مصاص الدماء: التنكر - سلالات الدم في ترويكا غيمز في نوفمبر 2001. أراد المطورون وضع لعبة تقمص الأدوار في إطار الشخص الأول، معتقدين أن هذا النوع قد أصبح قديماً. اقتربت ترويكا من الناشر أكتيفيجن بفكرتها، اقترحت أكتيفيجن استخدام رخصة مصاص دماء: الحفلة التنكرية المستخدم قبل عام في (البرامج العدمية مصاص الدماء: التنكر - سلالات الدم-الخلاص) والتي حققت نجاحاً كافياً لتستحق تكملة. بدلاً من تطوير تكملة لـ الخلاص، بحث فريق التطوير في خاصية الذئب الأبيض، بما في ذلك قواعد اللعبة وقصصها.
كانت ترويكا عبارة عن استوديو ألعاب صغير، مع خمسة مطورين وطاقم عمل إجمالي مكون من اثنين وثلاثين (بما في ذلك الكاتب الرئيسي بريان ميتسودا، الذي انضم إلى الفريق بعد أقل من عام من بدء التطوير). على الرغم من الانتهاء من بعض التصاميم الأولية والمستويات، تم التخلي عن الكثير من العمل أو إعادة تطويره.
أرادت ترويكا أن تصنع لعبة ثلاثية الأبعاد، لكنها لم تكن متأكدة مما إذا كانت ستبني مُحركاً جديداً للعبة أو ترخص محركاُ قائماً وما إذا كانت ستستخدم الشخص الأول أو الشخص الثالث. في ذلك الوقت، تم بناء محرك لعبة المصدر بواسطة فالف. اتصل سكوت لينش موظف شركة فالف بشركة ترويكا بشأن استخدام المحرك، وكان أول فريق خارجي يستخدمه. اختارت الترويكا سورس بسبب الرسوم المتحركة للوجه ونظام مزامنة الشفاه، حيث أرادت من اللاعبين التحدث إلى الشخصيات وجهاً لوجه، نظراً لأن المحرك كان قيد التطوير مع سلالات الدم والصمام الخاصة ب هاف لايف 2، كانت ترويكا تعمل باستخدام تعليمات برمجية وأدوات غير مألوفة، مما أجبرها على كتابة الكود الخاص بها للتعويض عن المحرك غير المكتمل، وبمصدر واحد فقط للدعم الفني. طورت ترويكا نظاماً للإضاءة لإنشاء إضاءة مميزة ومتقلبة للإعدادات الليلية، ونظام جسيمات للتأثيرات الخاصة المصاحبة لتخصصات مصاصي الدماء، ونظام قماشي لتدفق الملابس. افتقر المصدر إلى ترميز الذكاء الاصطناعي (AI) اللاحق، وعمل كود الترويكا بشكل سيئ مع محرك المصدر.

### الكتابة
وُجدت العديد من عناصر الحبكة المركزية قبل مشاركة المصمم براين ميتسودا (الأمير والفوضويون المستاءون وجوانب قصة جينا وجاك والتابوت الحجري) باعتباره حبكة فرعية رئيسية. ربط المصممون على نطاق واسع القصة الشاملة في كل محور ومستوى. كان كل مصمم يتحكم في القسم المخصص له من اللعبة، والعمل مع فريق صغير مكّن من اتخاذ قرار سريع وسهولة في الحفاظ على اتساق عناصر الحبكة. أصبح ميتسودا الكاتب الأساسي للعديد من الشخصيات ومهامهم ومحاوراتهم ومحتوياتهم الجانبية في اللعبة، مثل رسائل البريد الإلكتروني، مما ساعد في الحفاظ على سرد مُتسق. تم منحه الحرية فيما يتعلق بالسيناريو، دون قيود على اللغة أو المحتوى، ويمكنه إعادة كتابة الأحرف عندما اعتقد أن مسودته الأولية ضعيفة. على الرغم من أن القصة تم تطويرها من قبل ترويكا، إلا أنها مستوحاة من روايات الذئب الأبيض: وقت الحُكم الذي يدور حول نهاية العالم لمصاصي الدماء. تم قبول قصة سلالات الدم على أنها أساسية من قِبل الذئب الأبيض، حيث كانت اللعبة بمثابة مقدمة لـوقت الحكم وتضمنت شخصيات من لعبة الذئب الأبيض، مثل جاك.[بحاجة لمصدر] أثناء مناقشة تصميم الشخصية، قال ميتسودا إنه حاول إخفاء الحاجة إلى الشخصيات التي توجه اللاعب ببساطة في الاتجاه المناسب:
《أنت بحاجة إلى شخصية لطرح مشكلة أو تقديم مهمة أو أن تكون حاجزاً من نوع ما. لا أحب أن أجعل [الشخصية] تقول صراحة «أريدك أن تفعل X، ثم سأعطيك Y» - إنها تجعل الشخصية في كشك مهام آلي. أنا أحب الشخصيات التي تأتي كما يفعل الناس في الواقع - لا يقولون «مرحباً» عندما يطرق الغرباء، يقولون «من أنت بحق الجحيم؟» أو أنهم يتوقعونك ويعرفون أكثر مما سمحوا به، أو أنهم لا يهتمون. لا أحب أن أقف (شخصياتي) وكأن حياتهم تبدأ عندما تبدأ الشخصية في التحدث إليهم وتنتهي عندما يغادر اللاعب.
احتاجت الشخصيات أحادية الغرض إلى سمة شخصية مميزة لتأسيسها بسرعة مع اللاعب، بدلاً من العمل كعنصر يمكن التخلص منه، بينما كان على الشخصيات الرئيسية أن تعكس تقدم اللاعب وأفعاله من خلال اللعبة. قام ميتسودا بكتابة الشخصيات من خلال التفكير في هوية كل شخصية، وتحديد دوافعهم وتحديد سبب وجودهم في المكان الذي كانوا فيه، وماذا كانوا يفكرون في اللاعب وماذا يريدون منهم. وِفقاً لاقتراح من زميله الكاتب تشاد مور، تتميز شخصية اللاعب المالكي بنص حوار متميز عن نصوص العشائر الثمانية الأخرى. وقال ميتسودا إنه كان أحد أبسط جوانب دورة التطوير. أخيراً، كتب النص الملكي مع نفاد الوقت في التطوير، وساهم الإرهاق وقلة النوم في ما اعتبره ميتسودا حالة ذهنية غير صحية، ومثالية لكتابة حوار مجنون. أراد أن يبرز جنونهم دون أن يجعل الأمر هزلياً. نظراً لأن القصة تدور أحداثها أثناء استيلاء كاماريلا على لوس أنجلوس، فقد قام الفريق بتبسيط الحبكة من خلال السماح للاعب بالانتماء إلى إحدى العشائر الموجودة في لوس أنجلوس.

### التصميم
وجدت أبحاث جيسون أندرسون، المؤسس المشارك لـترونيكا حول مصاص دماء: الحفلة التنكرية المصدر أن تفاعل الشخصية والمشاركة في مجتمعات مصاصي الدماء، وليس الإحصائيات والقوى، كان عامل الجذب الرئيسي للعبة. حاولت ترويكا أن تظل وفية للعبة لعب الأدوار بالقلم والورق، على أمل ألا تنفر جماهير اللعبة، لكن القواعد المصممة للعديد من اللاعبين لم تُترجم جيداً إلى تصميم لعبة كمبيوتر لاعب واحد. حاول الفريق اكتشاف العناصر التي يمكن أن تعمل بشكل جيد في ألعاب الورق والقلم وألعاب الكمبيوتر. على الرغم من ترجمة الكثير من نظام الشخصيات والسمات، لم تكن كل السمات (مثل «معرفة القانون») منطقية في لعبة الكمبيوتر. من بين 30 قدرة بالقلم والورق، وصلت 15 إلى التصميم النهائي.
على الرغم من نجاح المآثر الشائعة، مع وجود فرصة عشوائية للنجاح أو الفشل، يبدو أن الأعمال غير الشائعة قد تفشل في كثير من الأحيان. لتجنب ذلك، تم استبدال العشوائية بدرجة من الصعوبة في إنجاز العمل الفذ. على الرغم من أن ضرر سقوط القلم والورق عشوائي، إلا أن لعبة الكمبيوتر تسبب الضرر على مسافة السقوط. كان التحدي الأكبر للفريق هو تكييف الأنظمة. قد يتطلب إصدار القلم والورق القليل من الدم الذي يتطلب وقتًا طويلاً لاستخدامه، أو ليس له تكلفة دم ويمكن استخدامه حسب الرغبة؛ كانت للتخصصات المطورة متطلبات إضافية تعتبر مربكة للغاية بالنسبة للعبة الكمبيوتر. حاولت الترويكا معادلة الأنظمة، والحفاظ على التأثير سليماً وتطبيع التكلفة، لذا تتطلب قوة المستوى الأول نقطة دم واحدة، ونقطتين من المستوى الثاني وما إلى ذلك. لتحقيق التوازن بين العشائر، لم يُسمح لـ فينترو الأرستقراطي إلا أن يتغذى على الدم النبيل على الرغم من تغيير هذا للسماح لهم بالتغذية على البشر من الطبقة الدنيا، والحصول على كميات أقل من الدم. أثناء إنشاء الشخصية، كان للعبة سيرة شخصية اختيارية ذات خصائص إيجابية وسلبية فريدة (زيادة قدرة واحدة مع تقييد أخرى). تمت إزالة هذا من اللعبة الصادرة، شعرت أكتفيجن أنه لم يكن هناك وقت اختبار كافٍ، وكانت إزالته خياراً أكثر ثباتاً.
كانت تجربة الفريق السابقة مع الألعاب القتالية القائمة على الأدوار، وقد كافح من أجل تطوير نظام قتال في الوقت الفعلي يتأثر بالسمات والقدرات القابلة للتخصيص التي قدمت ملاحظات للاعب حول كيفية تأثير هذه الإحصائيات على المعركة. وجدت في البداية أنه من خلال التقيد الوثيق جداً بالقواعد المادية لمصدر الذئب الأبيض للبنادق، حيث يتم تحديد فعالية التسديدة في مسابقة بين مهارة اللاعب ودفاع الخصم، بدت الأسلحة النارية مكسورة؛ لن يضرب اللاعب حيث يصوب. وجدت الترويكا صعوبة في الربط بين العوامل المتاحة في الوقت الفعلي. كان على القتال القتالي التعامل مع مجموعة متنوعة من أسلحة المشاجرة والرسوم المتحركة والتكيف مع القتال المشاجرة والقتال في المدى.
استخدمت ترويكا منظور الشخص الأول لإغراق اللاعب في المكان، والتفاعل وجهاً لوجه مع الشخصيات ورؤية ردود أفعال وجههم تجاه اللاعب. إختارت أن تتبع حرفاً واحداً للمساعدة في الانغماس، مما يخلق عزلة لمصاص دماء غير قادر على الوثوق بأي شخصية أخرى. ساعد هذا في القصة وعوض عن المشكلات الفنية المتعلقة بالسماح بشخصيات متعددة للاعبين.
يُعد الاختيار جانباً مهماً من اللعبة، حيث يتطلب تصميماً غير خطي لاستيعاب الأحرف المخصصة. بدأ تصميم المستوى بقائمة من العوامل مثل الانضباط والتخفي والمآثر. يجب أن تكون كل منطقة قابلة للحياة من أجل شخصية إطلاق نار (ذخيرة كافية)، وشخصية تركز على الانضباط (مصادر دم كافية للحفاظ على القوى) ومتخصص في الاشتباك (للوصول إلى الأعداء دون أن يُقتلوا)، مع خيارات التخفي ومجموعات الخيارات. بدأ تصميم المستوى بالتركيز على التخفي، مع الأخذ في الاعتبار مواقع الحراس وقدرة التخفي المحتملة للشخصية في تلك المرحلة من اللعبة. ثم تمت إضافة مسارات مباشرة ثقيلة القتال ومحاورة. كانت منطقة الممرات الترفيهية تعرض إصدارات قابلة للعب من ألعاب أكتيفيجن آركيد مثل لعبة بيتفال 2، على الرغم من التخلي عن الفكرة بسبب ضيق الوقت.
إعتبر المخرج ليونارد بويارسكي أن نظام الرسوم المتحركة مهم في اختيار الفريق لمحرك المصدر. سمحت أداة «فيس بوسر» المتكاملة لـ ترويكا بتخصيص الرسوم المتحركة للوجه والتعبيرات والإيماءات ومزامنة الشفاه، مما يلغي الحاجة إلى شرح ما تفعله الشخصية. تتطلب كل شخصية من غير اللاعبين تعليقاً صوتياً، مما ساعد ترويكا على تحديد شخصياتها بسرعة أكبر. كان للمحرك نظام فيزيائي يسمح بميزات جديدة، مثل قيام الوحوش بإلقاء الجثث على اللاعب أو موت الشخصيات التي تنهار بشكل واقعي إلى قطع، بدلاً من طلب رسوم متحركة مسبقة الصنع. على الرغم من تجاهل لمحركات الشخص الأول بسبب القيود التقنية، مثل انخفاض عدد المضلعات وذاكرة الملمس المحدودة، مع تحسن التكنولوجيا، فقد اعتقدت أنها يمكن أن تخلق لعبة حركة في الوقت الفعلي دون التضحية بالانغماس وقصة الدور-لعب اللعبة.
وصف بويارسكي اختيار تطوير لعبة بناءً على خاصية الذئب الأبيض الحالية بدلاً من إنشاء ملكيتها الخاصة، قال بويارسكي إنه على الرغم من أن الخاصية الأصلية تفتقر إلى قيود إحدى الألعاب الموجودة، إلا أن الجانب السلبي هو أنها لم يتم اختبارها ويمكن رفضها من خلال إمكاناتها الجمهور. تم إثبات ملكية قائمة. حاولت ترويكا البقاء على مقربة قدر الإمكان من قواعد الذئب الأبيض، مع تقليل عدد القدرات والانضباط لتلك المتعلقة بلعبة سلالات الدم.

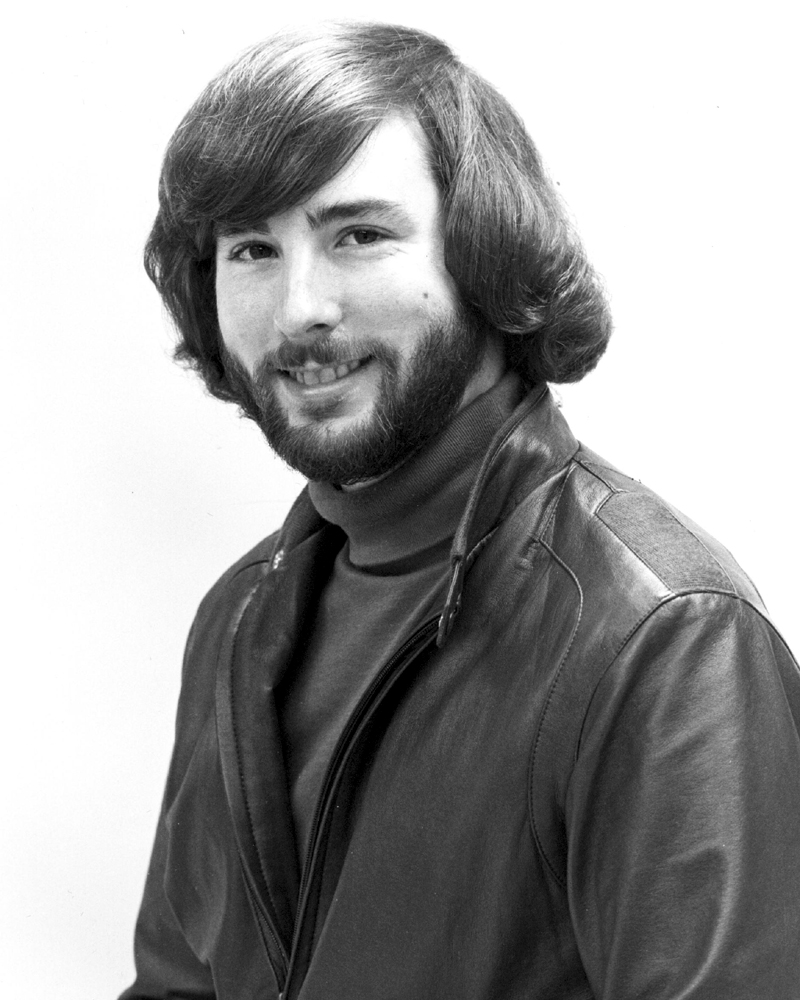
ديفيد موليش رجل في منتصف العمر يواجه الكاميرا ويبتسم،
تم تعيين منتج ألعاب الفيديو ديفيد موليش في الفريق بعد أكثر من عام من بدء التطوير

### التطوير اللاحق
قدمت أكتيفيجن اللعبة في مايو 2003، ولكن في أكتوبر، تعرضت فالف لخرق أمني حيث سرق المتسللون شفرة المصدر لـهاف لايف 2. تطلب الاختراق تطبيقات أمنية جديدة للمحرك، مما أدى إلى تأخير كلتا اللعبتين؛ تم تأجيل إصدار سلالات الدم حتى أوائل عام 2005. حتى مايو 2004، قالت ترويكا وأكتيفيجن. أن اللعبة ستحتوي على مكون متعدد اللاعبين وأنماط تتضمن فريقاً من مصاصي الدماء ضد فريق من صيادي مصاصي الدماء، مع القدرة على ترقية الشخصيات بين كل جولة. تركت أكتيفيجن الفريق بدون منتج لأكثر من عام قبل تكليف ديفيد موليش بالمشروع. مع عدم وجود إشراف من المنتج، وجد ديفيد موليش أن تصميم اللعبة غير مكتمل، وأن مستويات اللعبة تم إنشاؤها والتخلي عنها، والعديد من المشكلات الفنية، بما في ذلك مشاكل الكود لخيار تعدد اللاعبين المقترح. كان رمز المصدر المتعدد في مهده، مما زاد من وقت تطويره، وتم التخلي عن الفكرة.
بالإضافة إلى مشاكل محرك المصدر، وجد المصممون أن نطاق اللعبة تجاوز مواردهم. تحتوي سلالات الدم على عدة أنماط من اللعب، وتتطلب واجهات مختلفة ورسوماً متحركة وذكاءً إصطناعياً لمقاتلة التخفي والمعارك وقدرة الشخص الأول أو الثالث. بالمقارنة مع ألعاب الرماية المعاصرة من منظور الشخص الأول، مع 10 إلى 20 من نماذج الشخصيات المتحركة، كان سلالات الدم يحتوي على أكثر من 150 شخصية مع 3000 رسم متحرك فريد، بالإضافة إلى الشخصيات الرئيسية، مع أنماط حركتهم الخاصة. قلل المصممون من طول الوقت اللازم لتطوير وتحسين هذه الأنظمة. عانى نطاق اللعبة من عدم إزالة المحتوى عند الضرورة؛ سيتم صقل المكونات الأخرى إلى ما لا نهاية دون الانتهاء، مما يمنع المطورين من التركيز على أجزاء أخرى من نظام اللعبة. تتطلب جميع المحتويات أيضاً موافقة الذئب الأبيض وأكتيفيجن.
بعد ثلاث سنوات من التطوير، كانت اللعبة تتقدم ببطء، ولم يكن معروفاً متى ستنتهي. حددت أكتيفيجن سلسلة من المواعيد النهائية لتطوير المشروع لضمان حصول ترويكا على الوقت الكافي لاختبار اللعبة بشكل فعال، على الرغم من تمديد هذه المعالم بشكل متكرر، وفي النهاية تجاوزت سلالات الدم الميزانية. في عام 2003، تدخلت أكتيفيجن، وطلبت أن تكون اللعبة جاهزة للإصدار في الأشهر القليلة المقبلة، وحتى تقديم المزيد من الأموال إلى ترويكا لإكمال عملها في عناصر معبد الشر ل أتاري، مما أتاح لفريق ترويكا العمل على سلالات الدم حصرياً. أصدرت أكتيفيجن أخيراً إنذاراً نهائياً بأن المشروع ينتهي في غضون أشهر، في 15 سبتمبر 2004. قدمت ترويكا نسخة من سلالات الدم في التاريخ المطلوب؛ بسبب حجمها، خضعت اللعبة لثلاثة أسابيع من الاختبار. قررت أكتيفيجن أن اللعبة كانت مناسبة للإصدار، لكنها كانت ملزمة تعاقدياً بحجب سلالات الدم إلى ما بعد ظهور هاف لايف 2 لأول مرة في نوفمبر 2004.
أقنعت ترويكا _ أكتيفيجن باستخدام التأخير لتمويل المزيد من التطوير؛ لم تكن الميزانية الإضافية كافية لدفع رواتب جميع موظفي الترويكا، وعمل بعض الموظفين بدون أجر لإكمال المشروع. خضعت هذه النسخة لثلاثة أسابيع أخرى من الاختبارات لتصبح كود الإصدار النهائي؛ كانت اللعبة لا تزال غير مكتملة عندما فرضت أكتيفيجن إطلاقها. ألقى المدير الإبداعي لشركة سلالات الدم، جايسون أندرسون، باللوم على أكتيفيجن، قائلاً إن الناشر أخذ اللعبة من ترويكا دون توفير الوقت الكافي لاختبارها وصقلها. على العكس من ذلك، دافع بويارسكي عن أكتيفيجن لدعمها ترويكا حيث تجاوز المشروع ميزانيتها وجدولها الزمني. خلال ما يقرب من أربع سنوات من التطوير، قدر أندرسون أن الفريق عمل لوقت إضافي لمدة شهرين.

### موسيقى
تم تأليف وإنتاج النتيجة الأصلية للعبة بواسطة ريك شافر. رخَص الترويكا العديد من الأغاني للعبة، وظهرت ملصقات للفرق الحقيقية على جدران نوادي اللعبة. تم إصدار الموسيقى التصويرية كقرص مضغوط ذي إصدار محدود للعملاء الذين طلبوا اللعبة مُسبقاً من خلال بست باي. يضم تسعة مقطوعات موسيقية لفنانين من بينهم دانيال آش، تشياسم، تيامات، دارلينج فيوليتا، جينيتورتوررس، ولاكونا كويل. تم تأليف سلالات الدم الذي يؤديه الجورجينسن ومينستري، وتم تأليفه خِصيصاً للعبة. تم اختيار المسارات المرخصة من قِبل أكتيفيجن دون مدخلات من ترويكا. تم استخدام أغنية«آنجل» بواسطة ماسيف أتاك كعنصر نائب على شاشة قائمة اللعبة. لم تتمكن ترويكا من الحصول على حقوق استخدام الأغنية في اللعبة النهائية، وكلفت «سشافر» بإنشاء شيء مشابه.

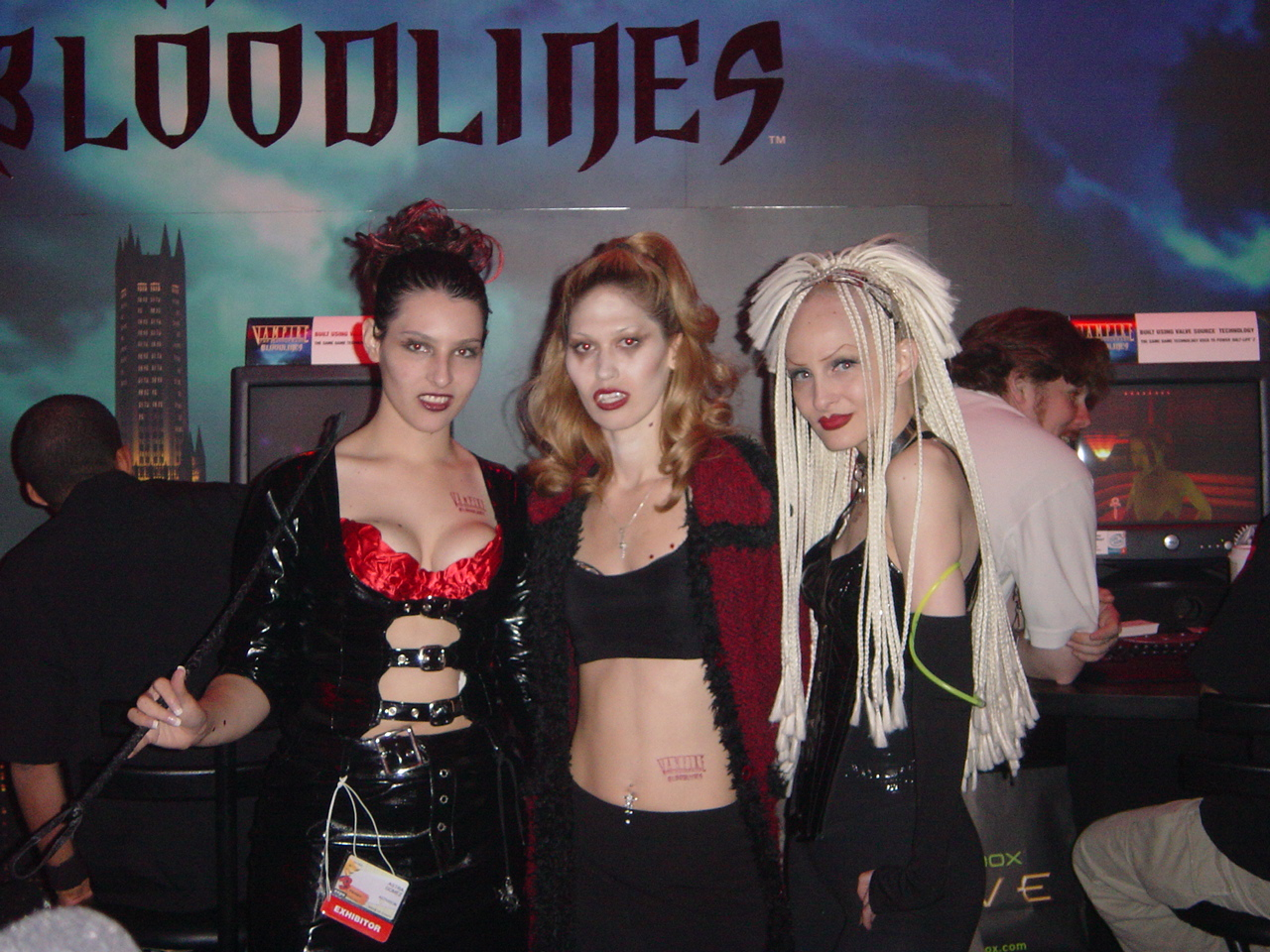
نماذج ترويجية للعبة في E3 2003، يرتدون زي مصاصي الدماء

## الإصدار
تم إصدار مصاص دماء: حفلة التنكر سُلالات الدم في 16 نوفمبر 2004 في منافسة مع هالف لايف 2 وميتال جير سوليد 3: سناك إيتر وهالو 2 والعديد من الألقاب الأخرى. يضمن عقد فالف لإستخدام ترويكا للمحرك سورس عدم إمكانية إطلاق سلالات الدم قبل هاف لايف 2، ولا يمكن تقديمها للجمهور إلا بعد الإعلان عن هاف لايف 2، بعد أكثر من ثمانية عشر شهراً من بدء التطوير. في فبراير 2004، كان من المقرر إطلاق اللعبة في ربيع 2005 -جزئياُ- لتجنب التنافس مع هاف لايف 2 وفترة الكريسماس التنافسية، قبل أن تنقل أكتيفيجن التاريخ إلى نوفمبر 2004. حصلت أكتيفيجن على النموذج «إرين لاين» لتلعب دور جانيت في مادة ترويجية للعبة. عمل لين مع فنان سلالات الدم «تيم برادستريت» لمدة يوم لتقديم الأوضاع التي اختارتها أكتيفيجن لتمثيل جانيت في ملصقات اللعبة وملابسها وعناصر أخرى.
على الرغم من المراجعات الإيجابية بشكل عام، باع الإصدار الأولي لـسلالات الدم 72000 نسخة وحقق مبيعات تقارب 3.4 مليون دولار أمريكي، أقل من ألعاب ترويكا الأخرى،أركانوم: أف ستيم وورك وماجيك أوبسكورا (234000 وحدة، 8.8 مليون دولار) ومعبد الشرو (128000 وحدة، 5.2 مليون دولار). وبالمقارنة، باعت شركة هاف لايف 2 المنافسة لشركة بلَد لاين في الإصدار 6.5 مليون نسخة بحلول عام 2008. ساهم الفشل النسبي لسلالة الدم‍ في زوال ألعاب الترويكا.
بعد فترة وجيزة من بدايتها، تم تسريح معظم موظفي التطوير؛ حاول باقي الموظفين تصحيح سلالات الدم وتطوير مفاهيم اللعبة لتأمين التمويل لإبقاء الترويكا في العمل. لم تتمكن الترويكا من الحصول على تمويل إضافي من أكتيفيجن أو ناشرين آخرين، أفرجت عن موظفيها على دفعتين: الأولى في نوفمبر 2004، وتلاها باقي الموظفين في ديسمبر، باستثناء مؤسسيها الثلاثة أندرسون، بويارسكي، وتيم كين. عمل بعض الموظفين بدون أجر لإصلاح اللعبة. عندما أغلقت الشركة في فبراير 2005، لم تكن قد حصلت على أي صفقات لتطوير الألعاب. في ذلك الشهر، أكد بويارسكي أن ترويكا لم تكن تعمل على تصحيح للعبة منذ رحيل معظم موظفيها منذ ديسمبر 2004.
في مقابلة عام 2006، قال أندرسون إنه على الرغم من أن مكتبة ألعاب ترويكا لقيت إستحساناً كبيراً، إلا أن المشكلات الفنية المتسقة أفسدت تصور ألعاب الشركة، مما ساهم في صعوبة ترويكا في الحصول على مشاريع جديدة. في عام 2013، قال ميتسودا إنه تم إصدار سلالات الدم في «أسوأ وقت ممكن - لم يعرف معظم الناس أننا خرجنا.. سيتساءل المشجعون وترويكا دائماً كيف يمكن أن تكون اللعبة مع لعبة أخرى ستة أشهر». في مقابلة عام 2017، كرر بويارسكي مشاعر ميتسودا، قائلاً «إن ثلاثة إلى ستة أشهر أخرى من وقت التطوير كان من الممكن أن تسمح لـ ترويكا بمعالجة العديد من العيوب الفنية، لكنه لم يكن متأكداً من أنه كان بإمكانهم حل المشكلات الأكبر». وقال «أشعر أن النصف الثاني من المباراة ليس جيداً مثل الأول.. أشعر أننا تحولنا إلى الاعتماد كثيراً على القتال في النهاية». أشار بويارسكي إلى أنه كان من المستحيل معرفة ما إذا كانت الإصلاحات ستجعل سلالات الدم أكثر نجاحاً، أو ما إذا كانت ستظل مُنتجاً مُتخصصاً. قال: «ربما كان من السابق لأوانه أن يقدر الناس ذلك، لكننا لن نعرف أبداً».
تم إنشاء تصحيحات غير رسمية من قِبل عشاق اللعبة لمعالجة المشاكل التقنية في سلالات الدم، واستعادة المحتوى المفقود وغير المكتمل. بعد مواجهة مشاكل مع الإصدارات الأولى من التصحيح غير الرسمي الذي أنشأه دان أبرايت، واصل الكيميائي التحليلي ويرنر سبال تصحيح اللعبة من الإصدار 1.2 بإذن وتعليمات. إختبر مجتمع اللعبة تصحيحات ويرنر سبال، وقدم تقارير عن الأخطاء الإملائية. على الرغم من أن تعقيد اللعبة يعني أن إصلاح أحد الجوانب غالباً ما يكسر جانباً آخر، مع تقدم العمل على التصحيحات، بدأ «ويرنر سبال» في استعادة المحتوى المحذوف وغير المكتمل في ملفات اللعبة، وإضافة المهام والعناصر والأسلحة والشخصيات، بمساعدة المعجبين لتوفير التمثيل الصوتي والنماذج، وإعادة المستويات كلها. إتصل ويرنر سبال بفريق ترويكا السابق للحصول على نظرة ثاقبة لنواياهم لقطع المحتوى. تمت استعادة منطقة مكتبة، على سبيل المثال، بعد أن أخبرت ميتسودا فقط أنها «كانت مرتبطة بطريقة ما بشخصية رئيسية ورئيس ساباتSabbat، وكان من المفترض أن تبدو مثل مكتبة العالم الحقيقي [لوس أنجلوس].» سافر أحد المعجبين إلى المكتبة الحقيقية لجمع الملاحظات حول تصميمها وشارك في تطوير منطقة داخل اللعبة مع ويرنر سبال. كما زود شيفر - ويرنر سبال بنتائج غير منشورة من اللعبة. غيرت التغييرات اللعبة الأصلية لدرجة أن ويرنر سبال تعرض لانتقادات من قبل بعض عشاق اللعبة. نتج عن ذلك إصداران من التصحيح: إصدار أساسي، وإصلاح المشكلات الفنية للعبة، وإصدار «زائد» مع محتوى إضافي. إعتباراً من عام 2019، تتمتع اللعبة بأكثر من 15 عاماً من الدعم بعد الإصدار. يتم تضمين التصحيحات أيضاً في إصدار اللعبة المباع على خدمة توزيع جي أو جي. كوم.
أعرب بويارسكي عن دعمه للتصحيحات غير الرسمية، قائلاً «لقد عثروا على الأشياء التي كنا نأمل أن يجدها الناس حول اللعبة، من حيث المسارات المختلفة التي يمكنك اتباعها وكيف يتم لعبها بشكل مختلف لكل فصل». قال بويارسكي إنه بينما كان يفضل أن تكون اللعبة أكثر نجاحاً عند الإطلاق، إلا أن الناس ما زالوا يلعبون وتعديلها جعل جهود ترويكا تشعر بأنها «تستحق العناء». أصدر شيفر نسخة معدلة من نتيجته من خلال ميلان ريكورد في أكتوبر 2019، بما في ذلك ثمانية مسارات لم يتم إصدارها سابقاً. يمكن شراء النتيجة على قرص مضغوط، وتنزيل رقمي، ونسخة من الفينيل الأحمر الدموي مع تأثير دخان أسود رخامي موجود في غلاف مخصص.

## استقبال
مصاص الدماء: الحفلة التنكرية سلالات الدم استقبلت ردوداً متباينة، حيث أشاد المراجعون بكتابتها وعرضها وانتقدوا مشاكلها الفنية. يوفر موقع ميتاكريتك للمراجعات المجمعة درجة 80 من 100 (بناءً على 61 مراجعة). وصف النقاد اللعبة بأنها تحفة معيبة. سلط المراجعون الضوء على مقياس وتنوع الاختيار والتأثير على أنه أعظم نجاح لـسلالات الدم، بما في ذلك مجموعة متنوعة من العشائر، مع خيارات حوار محددة، وردود الفعل المحددة من الشخصيات الأخرى، ولكل منها ولاء وتحيز عشيرتها الخاصة. وصفتها غيم سباي بأنها لعبة لعب أدوار كلاسيكية خالية من العيوب تقريباً؛ وصفتها صحيفة نيويورك تايمز بأنها رائعة ولكنها غير مُكتملة. أشاد يورو غيمر بنصه «الذكي بلا مجهود»، قائلاً «لم تقترب أي لعبة أخرى، لم يتم تجربة أي شيء». رأى موقع فيديو جيمر.كوم أنه في أفضل حالاته، يقف سلالات الدم من بين أعظم ألعاب تقمص الأدوار في السنوات الخمس السابقة، على الرغم من أنه يجب تذكر مشاكلها الفنية. وفقاً لـ هانست جيمرز، فإن اللعبة «قد لا تكون مصقولة وقد تنتهي بالتنهد بدلاً من الصراخ، ولكن لطموحها وحده تستحق دفقاً تلو الآخر من الثناء». قارنها المراجعون بألعاب لعب الأدوار الناجحة الأخرى، بما في ذلك تداعيات حرب النجوم: فرسان الجمهورية القديمة ومخطوطات المُسن: رياح مورو وبلانسكيب تورمنت وبوابة بلدور II وديوكس إكس.
وصف يورو غيمر سلالات الدم بأنها مزيج من ديوكس إكس مع مصاصو الدماء.
أعرب آي جي إن عن تقديره لاستكشاف سلالات الدم المجزي خارج القصة الرئيسية، وأشادت نيويورك تايمز وغيم سباي بمهماتها «الخيالية الرائعة»، لاحظ المراجعون أن الأجزاء اللاحقة من اللعبة كانت مخيبة للآمال، حيث قدمت مهام قتالية متكررة مع تجديد الأعداء، والتخلي عن الحوار والتخفي ومعاقبة اللاعبين الذين يبنون شخصيات بمهارات إجتماعية أكثر من القدرات القتالية. قالت غيم سباي إنها لم تشهد أبداً لعبة لعب الأدوار متأثرة جداً بأفعال اللاعب مع كل شيء، من اختيار العشيرة وبناء الشخصية إلى الإجراءات في المهام، والتأثير على الخيارات المستقبلية والحوار. تم الثناء على كتابات القصة بإستمرار من قِبل المراجعين. تم إعتبار السرد عميقاً، ونجح في استخدام محتوى الذئب الأبيض مصاصوا الدماء: الحفلة التنكرية. قال يورو غيمر أنه يحتوي على أفضل نص شاهده موقع الويب في لعبة فيديو، ووصفه آخرون بأنه حكاية رائعة من المؤامرات، وحيلة العالم السفلي، والمرح والمكائد. قدر المراجعون استخدام موضوعات البالغين، (مثل الجنس والموت) في قصة لعبة فيديو مُعاصرة، والتي لم تتعامل معها أي ألعاب أخرى بنفس الفعالية. نجحت الموضوعات الناضجة دون أن تكون مجانية أو إستغلالية، وتم استكشافها بأمانة وذكاء من قبل كاتب مطلع. تم الإشادة بشخصيات اللعبة بسبب شخصياتها المتطورة التي لا تُنسى، حيث تمتلك معظم الشخصيات الرئيسية خلفيتها الدرامية وتم تقديمها كأشخاص أحياء بدلاً من الأصفار. كانت ردود أفعال نهايتها متباينة، حيث قدر بعض المراجعين قدرتهم على إختيار أحد النهايات الأربعة للعبة (إضافة حافزاً لإعادة اللعبة)، بينما إعتبر آخرون أن النهاية كانت ضد الذروة.
دعا غيم سبوت وغيم سباي الحوار المكتوب بشكل حاد، مع العديد من الأسطر التي لا تنسى. أشار يورو غيمر إلى أن الاستخدام المتكرر للشخصيات للغة المبتذلة نجح؛ تمت كتابتها على أنها أشخاص حقيقيون، فهذه اللغة تلائم شخصياتهم بدلاً من إعطاء اللعبة مظهراً خارجياً للبالغين. يقدر موقع الويب إتساع خيارات الحوار، مما يتيح للاعب تحكماً أكبر في كيفية لعب شخصيته. ورأت بي سي زون أن كمية الحوار المكتوب جيداً لا تضمن الجودة؛ يبدو أن العديد من إختيارات اللاعبين لها تأثير ضئيل على نتيجة المحادثة، وكان الرد الأفضل غالباً هو الأكثر وضوحاً. تم الإشادة بالتمثيل الصوتي مراراً وتكراراً لجودة الممثلين ومقدار العمل الصوتي، بسبب خيارات الحوار العديدة.
ركز الكثير من إنتقادات سلالات الدم على المشكلات الفنية عندما تم إصدارها، مما أدى إلى تقويض تجربة اللعبة أو جعلها غير قابلة للعب. لاحظ العديد من المراجعين أخطاء أدت إلى إغلاق اللعبة وأخطاء مطبعية في النص المعروض على الشاشة. استشهد آخرون بأوقات تحميل متكررة وطويلة في بعض الأحيان أثناء التنقل بين المحاور والدخول إلى المباني والمناطق أو الخروج منها. وصف موقع غيم سبوت GameSpot الذكاء الاصطناعي للعبة بأنه ضعيف، وغالباً ما يتسبب في اندفاع الأعداء نحو لاعب مسلح، وإطلاق النار عليهم من مسافة بعيدة جداً ليكونوا فعالين أو يجمدون أثناء انتظار هجوم اللاعب التالي. لاحظت آي جي إن أن التخفي حطم الذكاء الاصطناعي، مما سمح بتشغيل الفخاخ وترك المهاجمين واقفين، غير قادرين على تحديد مكان اللاعب المخفي. قال غيم سباي أن محرك سورس كان أكبر نقاط ضعف سلالات الدم؛ على الرغم من أن جوانب آر بي جي كانت الدعوى القوية للعبة، إلا أن ميزات محرك المصدر، مثل إطلاق النار من منظور الشخص الأول، كانت حيث تعثرت.
كما تم انتقاد القتال. وصفها المراجعون بأنها فقيرة وخرقاء وغير مُرضية واشتكوا من أن سلالات الدم تفضل القتال في المعارك. كانت الأسلحة النارية ضعيفة وغير عملية وبطيئة، حتى بالنسبة للشخصيات المتخصصة في الأسلحة. ومع ذلك، وصفت منطقة بي سي زون أن إطلاق النار من منظور الشخص الأول أمر ترفيهي وصعب. على الرغم من انتقاد القتال المشاجرة باعتباره بطيئاً وصعباً بسبب هجمات العدو التي تقاطع اللاعب، فقد اعتبر المراجعون أنها تغلبت عليها؛ وفقاً لـ غيم سبوت، قُتلت شخصية الزعيم بأسلحة المشاجرة في المحاولة الأولى بعد الفشل المتكرر في القيام بذلك بمسدس. وجدت صحيفة نيويورك تايمز أن القتال الذي لا مفر منه في الجزء الأخير من اللعبة كان صعبًا للغاية لدرجة أنهم اضطروا للغش لتحقيق النجاح. تم انتقاد التخفي، حيث أشارت آي جي إن IGN إلى أنه حتى مع انخفاض مهارة التخفي، كان من الممكن التسلل حول العديد من الأعداء والتغذية من الحارس دون تنبيه حارس آخر بجانبهم. رأى غيم سبوت أن بعض أفضل المهام كانت تعتمد على التخفي، حيث كان القتال أكثر وضوحاً.

### الجوائز
في عام 2004، صنفت آي جي إن لعبة سلالات الدم أنها أفضل لعبة آر بي جي على الكمبيوتر في ذلك العام، وأطلق غيم سباي على لعبة أوشن هاوس هوتيل السعي إلى مستوى العام. في عام 2005، أطلق عليها عالم ألعاب الكمبيوتر لعبة تقمص الأدوار لعام 2004، قائلة إنها تقدم «نظام تكوين شخصية عميق ومتوازن، وحمولة شاحنة من المهام المثيرة للاهتمام، وقصة جيدة وألعاب الشخصية غير القابلة للعب رائعة للتفاعل معها». رشحت مجلة كمبيوتر الألعاب سلالات الدم لجائزة «أفضل كتابة» لعام 2004؛ ذهبت الجائزة إلى هاف لايف 2.

## ميراث

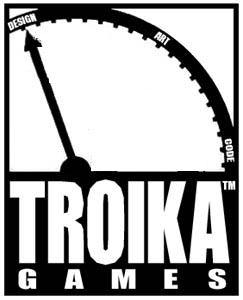
شعار ألعاب الترويكا

### استقبال معاصر
تعتبر السلالات عبادة كلاسيكية. يستمر النقد الرجعي في مدح سرد اللعبة ودرجة الاختيار. في عام 2009، صرح مقال في (صخرة، ورق، بندقية) «يأتي الشعور بالحزن من إدراك أنه لا يوجد شيء مثل سلالات الدم في الأفق.. لماذا يجب أن يكون هناك عدد قليل جداً من الألعاب مثل هذه؟ من الصعب جداً القيام بذلك.. يُعد الإفتقار إلى الألعاب المماثلة لـسلالات الدم أحد المآسي العظيمة في عصرنا». وصف يورو غيمر اللعبة بأنها مُلهِمة، مع مستوى لا مثيل له من التفاصيل السردية. في عام 2010، وصف ذا إسكابتيس سلالات الدم بأنها تحفة معيبة يمكن أن تكون تحفة حقيقية مع المزيد من الوقت والمال والموظفين؛ على الرغم من أن الألعاب الرائعة قد تثير الرعب، إلا أنها بدلاً من ذلك أوجدت قاعدة جماهيرية مكرسة استمرت في تطوير اللعبة.
في عام 2006، أدرجت لائحة بي سي زون سلالات الدم في المرتبة السابعة بين أفضل ألعاب الكمبيوتر التي لم يكن من المحتمل أن يلعبها الناس، واصفةً إياها بأنها «أفضل لعبة عربات التي تجرها الدواب على الإطلاق». في عام 2007، كانت اللعبة في المرتبة 80 على قائمة ألعاب الكمبيوتر وألعاب الفيديو بي سي غيمرلأفضل 100 لعبة، والمرتبة 86 على قائمة بي سي غيمر 2014 نفسها؛ ظهرت أيضاً في إصدار 2015 من بي سي غيمر (انتقلت إلى المركز 63) ونسخة 2017 (تنتقل إلى المركز 42). في عام 2008، صنفت شركة بيت تش لائحة جانيت في المرتبة الثانية كأفضل شخصية في لعبة فيديو من غير اللاعبين. في عام 2011، وصفت (صخرة، ورق، بندقية) سلالات الدم بأنها واحدة من أهم ألعاب الكمبيوتر على الإطلاق «إنها تشير إلى إتجاه لمستقبل الألعاب التي تم رفضها»، وأدرجتها ضمن أفضل 122 لعبة كمبيوتر على الإطلاق.
وصفتها سينما بليند بأنها واحدة من أكثر الألعاب التي لا تحظى بالتقدير في هذا العقد. في عام 2011، وصفتها مجلة إكس بوكس الرسمية بأنها واحدة من عشرة امتيازات للكمبيوتر الشخصي تريدها على وحدة تحكم إكس بوكس 360. في عام 2013، صنفتها بي سي غيمر على أنها واحدة من أفضل 100 لعبة رعب على جهاز الكمبيوتر، ووصفتها بي سي غيمر بأنها سابع أفضل لعبة لعب الأدوار على الكمبيوتر. في عام 2014، كانت سلالات الدم هي 90 في استطلاع قراء إمبير لأكبر 100 لعبة فيديو في كل العصور، واختارها مكسيموم بي سي كواحدة من الألعاب التي أرادوا إعادة إتقانها لأنظمة الألعاب المعاصرة. في عام 2015، صنفت (صخرة، ورق، بندقية) سلالات الدم على أنها أفضل 19 لعبة آر بي جي على الكمبيوتر الشخصي و15 أفضل لعبة رعب. في عام 2017، تم إدراج اللعبة في المرتبة 42 في قائمة آي جي إن لأفضل 100 لعبة آر بي جي على الإطلاق، أطلق عليها «دِين أف جيك» واحدة من ألعاب الفيديو العشرين التي تستحق إعادة صنعها ، ووصفها بي سي غيمر بأنها واحدة من أفضل الألعاب - ألعاب لعب الأدوار في كل العصور. في عام 2018، صنفتها يو أس غيمر على أنها أفضل لعبة تقمص أدوار رقم 22 على الإطلاق، تلخص ذلك «على الرغم من كل الأخطاء وخيارات اللعب المشكوك فيها.. لا تزال القوة الأولية لتصميمها تتمتع بالقدرة على جذب المعجبين». «فندق أوشن هاوس» المسكون بأنه «نقطة عالية من الرعب غير المتوقع»، مقارنته بمستوى مهد شليبريدج من فيلم اللص: الظلال القاتلة (2004) ورافينهولم من هاف لايف 2 (2004). في عام 2020، أطلق عليها (صخرة، ورق، بندقية) المرتبة الرابعة والأربعين كأفضل لعبة آر بي جي للكمبيوتر الشخصي.

### تتمة
المقال الرئيسي: مصاص الدماء: التنكر - سلالات الدم 2
في مقابلة أجريت في نوفمبر 2004، قال بويارسكي أنه على الرغم من أن الفريق يرغب في متابعة فيلم سلالات الدم، إلا أن القرار كان قرار أكتيفيجن. قبل إغلاقها، كانت ترويكا قد بدأت في تطوير نموذج أولي عملي يعتمد على لعبة أخرى من ألعاب الذئب الأبيض للعب الأدوار، بالذئب: نهاية العالم، تدور أحداثها في نفس الكون مثل مصاص دماء: الحفلة التنكرية وِفقاً ل بويارسكي، كان النموذج الأولي عبارة عن منطقة صغيرة تم بناؤها باستخدام أصول مأخوذة من سلالات الدم، وسمح للاعب باللعب كذئب أو إنسان قادر على التحول إلى واحد.
حصلت بارادوكس إنترأكتيف على حقوق سلالات الدم في عام 2015، بعد شرائها ل الذئب الأبيض. أكد فريدريك ويستر، الرئيس التنفيذي لشركة بارادوكس، أن التكملة كانت ممكنة، قائلاً «عندما يحين الوقت المناسب، أعتقد أن التكملة ستجد مكانها في السوق». تم الإعلان عن مصاص الدماء: الحفلة التنكرية - سلالات الدم 2 في مارس 2019. طور بواسطة مختبرات هاردسويت ومقرها سياتل. تمت كتابة اللعبة بواسطة الكاتب الرئيسي في سلالات الدم بريان ميتسودا وكارا إليسون. تدور أحداث فيلم سلالات الدم 2 في سياتل، حيث يصور اللاعب على أنه مصاص دماء ناشئ يتمتع بقدرات ضعيفة نسبياً، والذي تم تحويله كجزء من «احتضان جماعي» للبشر ينتهك المهزلة. من المقرر إطلاق اللعبة في عام 2021.

## إستشهاد الأعمال
«الأفضل لعام 2004؛ جوائز ألعاب الكمبيوتر السنوية الرابعة عشر». مجلة ألعاب الكمبيوتر. رقم 172 فورت لودرديل فلوريدا: ذا جلوب.كوم مارس 2005 ص 48-56.
«لعبة العام 2004» عالم ألعاب الكمبيوتر.رقم 249. كامبريدج ماساتشوستس: زيف دافيس. مارس 2005. ص 56-67. تم الاسترجاع 3 نوفمبر، 2020.
أوزبورن، تشاك (2003). «قصة الغلاف: سلالات الدم - محرك هاف لايف2 أصبح مثيراً» ألعاب الكمبيوتر في الولايات المتحدة المجلد 10رقم 114- الولايات المتحدة: ش. ايس، سان جيرمان ص 46 - 54، ISSN 1080-4471.
أوزبورن، تشاك (2005). «مراجعات - مصاص دماء: التنكر - سلالات» ألعاب الكمبيوتر في الولايات المتحدة، المجلد 12 رقم 132 الولايات المتحدة: ش. ايس سان جيرمان. ص 92-94. ISSN 1080-4471.

## روابط خارجية
الموقع الرسمي
مصاص الدماء الحفلة التنكرية سلالات الدم في موبي غيمز